# Louis Grégori
Louis-Vincent-Anthelme Grégori (Belley, 27 ottobre 1842 – ottobre 1910) è stato un giornalista francese nazionalista.
Il 4 giugno 1908 sparò all'alsaziano ebreo Alfred Dreyfus, durante il trasferimento delle ceneri dello scrittore e giornalista Émile Zola  al Panthéon di Parigi.